# Bondekrok

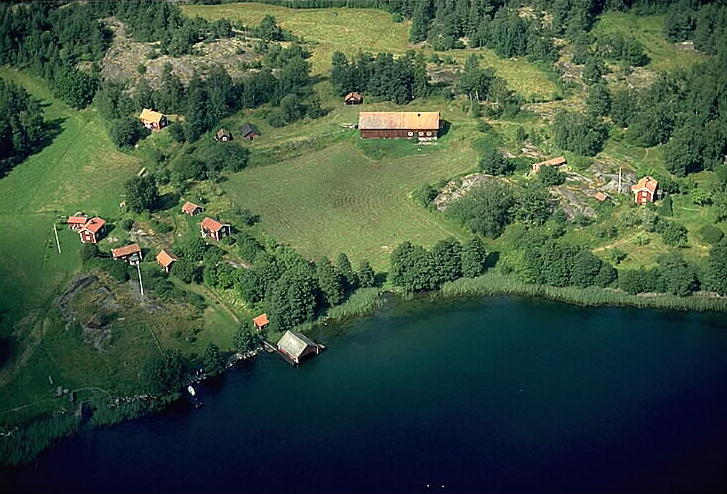
Bondekrok på ett flygfoto.

Bondekrok är en ö i Gryts skärgård i östra delen av fjärden Orren. På södra delen av ön finns en by som har skriftlig dokumentation från 1500-talet. År 1872 bodde det 48 personer på ön. År 1990 flyttade de sista helårsboende från ön. Bondekrok hette tidigare Bondkrok, i äldre källmaterial (Grundkarta) från 1812 finns detta namn omnämnt. Så de sista boende som flyttade från ön, flyttade från ön då den hette Bondekrok. Vid nästa utgåva av Grundkartan 1876-84 är namnet ändrat till Bondekrok. Kungl. Sjöfartsstyrelsen ( numera Sjöfartsverket) använde namnet Bondkrok i sjökort nr 252. (1958). Nästa utgåva av sjökort nr. 724 (1959) har ön fått det nya namnet Bondekrok. 